# Émile Rimaud
Pour les articles homonymes, voir Rimaud.
Émile Rimaud, né le 27 mars 1860 dans le 1er arrondissement de Lyon et mort le 22 novembre 1919 à Saint-Didier-sur-Chalaronne, est un officier français.
Il est le grand-père de Didier Rimaud, jésuite, poète et compositeur de chants chrétiens.

## Biographie

### Jeunes années et formation
Cinquième enfant d'une famille implantée à Lyon mais originaire du Roannais. Son père Eugène y est banquier et administre la Société lyonnaise de dépôts et comptes courants. Son oncle, Monseigneur Belmont, est évêque de Clermont-Ferrand. Son frère Joseph, notaire, sera maire d'Écully de 1925 à 1937. Sa sœur Julie épousera le président du Crédit Lyonnais Émile Bethenod. Entré à l'École spéciale militaire de Saint-Cyr en 1879, il en sort breveté d'État-major. En 1886, il épouse, à Lyon, Louise Billioud, issue d'une famille de la haute bourgeoisie de l'Ain, qui lui donnera cinq enfants.

### Carrière militaire
Sous-lieutenant au 86e RI de ligne en 1881, Emile Rimaud est officier d'ordonnance du général commandant de la défense du groupe de Dijon en 1892, puis officier d'état-major au 42e RI (1904).
Lieutenant-colonel lors de la déclaration de guerre, il prend le commandement du 256e RI à peine créé. Il est blessé près d'Auchy-lez-la-Bassée le 20 octobre 1914 et cité à l'ordre du jour. Le lieutenant-colonel Rimaud commande le 420e RI à sa création en août 1915. Promu colonel au 319e RI en 1916, il est décoré de la croix de Guerre et promu officier de la Légion d'honneur. À la fin de la guerre, il est nommé inspecteur des jeunes contingents de la 14e région à Lyon.

## Autres éléments
Sa famille a acquis et possède le château de Vanans au début du XXe siècle.